# Papiro Fuad 266

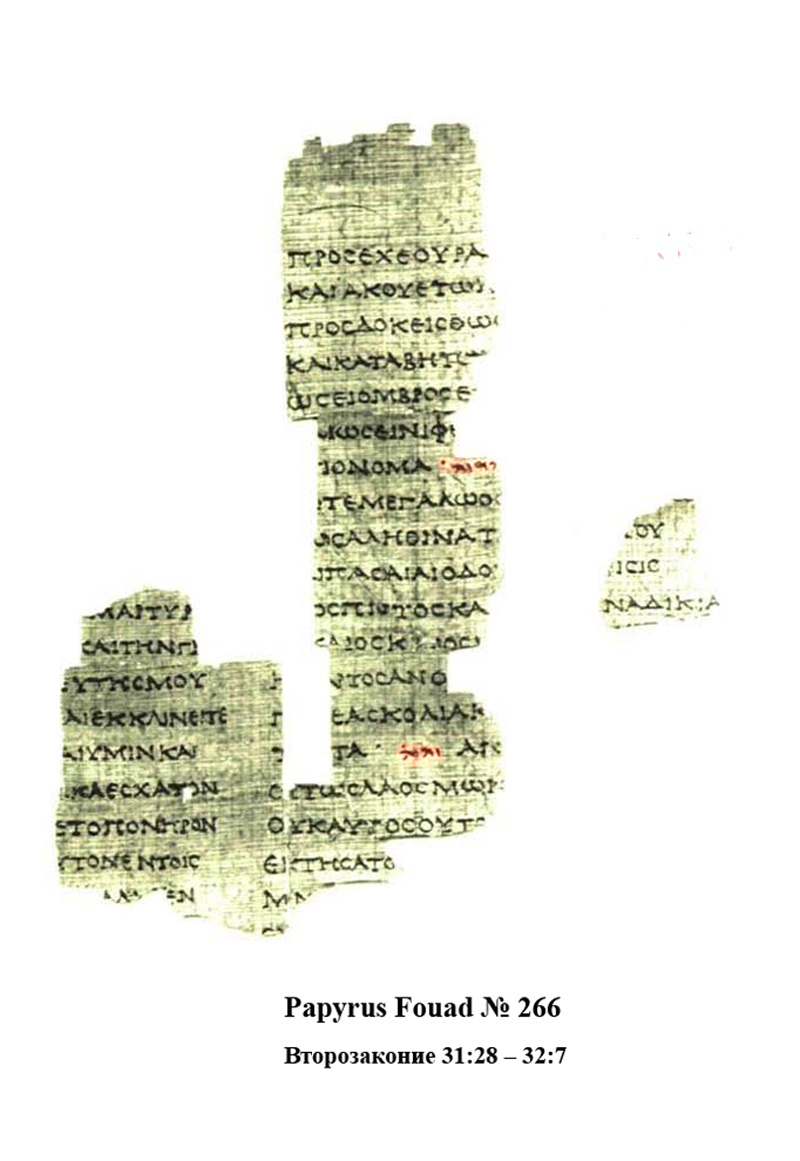
Fragmento del Papiro Fuad 266b con el tetragrámaton hebreo יהוה (aquí resaltado en rojo) insertado en el texto griego de Deuteronomio 31:28 - 32:7

El Papiro Fuad 266 es un conjunto de 235 pequeños fragmentos pertenecientes a tres manuscritos distintos: Papiro Fuad 266a (Rahlfs 942), Papiro Fuad 266b (Rahlfs 848) et Papiro Fuad 266c (Rahlfs 847).
El prefijo "Fuad" indica que el papiro pertenece a la colección de la Real Sociedad de Papirología de El Cairo fundada en 1930 bajo el patrocinio del rey Fuad I de Egipto, la cual lo adquirió en 1946. Actualmente se conserva en el Museo Egipcio de El Cairo.

## Contenido
Cada uno de los tres manuscritos (originalmente en forma de rollos), contenía el texto de uno de los libros de la Septuaginta, la traducción precristiana griega de la Biblia hebrea o Antiguo Testamento.
En el Papiro Fuad 266a estaba el texto del Génesis: los fragmentos existentes provienen de los capítulos 3, 4, 7, 37 y 38. Los fragmentos de los Papiros Fuad 266b y 266c muestran pasajes del Deuteronomio, capítulos 4, 10, 11 y 17–33 (capítulos 10–33 en 266b, 10–11, 31–33 en 266c).

## Datación
La paleografía indica que los Papiros Fuad 266a y 266b fueron escritos, posiblemente por la misma mano, a mediados del siglo I a. C. Estos dos son, por tanto, los manuscritos más antiguos existentes de la Septuaginta, con la excepción del Papiro Rylands 458 y de dos Manuscritos del Mar Muerto. El Papiro Fuad 266c es un poco posterior: de la segunda mitad del siglo I a. C. hasta principios del siglo I d. C.

## Publicación
En 1971 Françoise Dunand publicó un estudio general del hallazgo, con el texto de 116 de los fragmentos. Antes aparecieron en revistas especializadas estudios sobre ciertos aspectos particulares.
Una edición fotográfica de todos los fragmentos, editada por Zaki Aly y Ludwig Koenen, apareció en 1980. Establecieron que los fragmentos deuteronómicos (papiros 266b y 266c) eran de dos manuscritos distintos de escritores diferentes.

## Papiro Fuad 266b
El Papiro Fuad 266b fue realizado por un escriba profesional en letras unciales verticales, redondeadas y con remates y iota adscrita, ordenadas en 33 líneas por columna.
Como otros tres manuscritos probablemente precristianos de la Septuaginta que se conocen, el Papiro Fuad 266b mete el tetragrámaton יהוה (en letras hebreas) en medio del texto griego, en lugar de transcribirlo o traducirlo al griego.
El escriba que produjo el texto griego del Papiro Fuad 266b dejó espacios vacíos para que en ellos otro escriba inscribiera el tetragrámaton hebreo. (En un caso, el segundo dejó vacío el espacio, quizás por descuido). El espacio así dejado era siempre de seis caracteres de ancho, más grande por lo tanto del requerido para los cuatro caracteres del tetragrámaton יהוה, lo que puede indicar que el manuscrito del que se estaba copiando el nuevo Papiro 266b el texto tenía la palabra κύριος.
Del Papiro Fuad 266b, Armin Lange dice: "Su texto del Deuteronomio se mantiene bastante fiel al de la Antigua Versión Griega, pero lo caracterizan correcciones en línea con esa forma que se transmite en el texto masorético, lo que atestigua una recensión temprana hacia el texto consonántico del TM". Y los editores de la edición 1980 de todos los fragmentos del Papiro Fouad 266 observan que ese papiro muestra que "ya a mediados del siglo I a. C. el texto de la versión grieghou
a de Génesis y Deuteronomio estuvo básicamente estable, aunque se reconoce claramente el resultado de los continuos intentos de acercar el texto griego al hebreo". La opinión general entre los eruditos es que las variantes son revisiones deliberadas, destinadas a acercar la traducción al original hebreo.
Ernst Würthwein observa: "Algunos han argumentado que el texto original griego representó el nombre divino YHWH/JEHOVÁ no por κύριος sino por el tetragrámaton, otros que el texto de este manuscrito es el resultado de una revisión hebraizante del texto griego original, que tenía κύριος. Así, el tetragrámaton parece haber sido una revisión arcaizante y hebraizante de la traducción anterior κύριος.

## Lectura adicional
- Zaki Aly: Three Rolls of the Early Septuagint. Genesis and Deuteronomy. A Photographic Edition Prepared in Collaboration with the International Photographic Archive of the Association Internationale de Papyrologues. With Preface, Introduction, and Notes by Ludwig Koenen. Papyrologische Texte und Abhandlungen 27. Bonn 1980. ISBN 3-7749-1417-6
- Françoise Dunand: Papyrus Grecs Bibliques (Papyrus F. Inv. 266). Volumina de la Genèse et du Deutéronome. L'Institut Francais d'Archéologie Orientale. Recherches d'archéologie, de philologie, et d'histoire 27 (1966).
- Alfred Rahlfs: Septuaginta - Vetus testamentum Graecum. Bd. 1/1 - Die Überlieferung bis zum VIII. Jahrhundert. Vandenhoeck & Ruprecht, Göttingen 2004. ISBN 3-525-53447-7
- Natalio Fernández Marcos: The Septuagint in Context. Brill Verlag, Boston 2001. ISBN 90-04-11574-9
- Ernst Würthwein, The text of the Old Testament: an introduction to the Biblia Hebraica (El texto del Antiguo Testamento: una introducción a la Biblia Hebrea) (en inglés), trans. E.F. Rhodes, (Wm. Eerdmans 1995), p. 190.
- Armin Lange, Matthias Weigold, József Zsengellér, Emanuel Tov, Desde Qumrán hasta Alepo: una discusión con Emanuel Tov sobre la historia textual de las escrituras judías en honor a su 65o. aniversario (en inglés) (Vandenhoeck & Ruprecht, 2009), pp. 59-60.